# Diomede (Schiff, 1782)
Die Diomede war ein 44-Kanonen-Zweidecker-Linienschiff der Roebuck-Klasse. Erbaut wurde sie auf der Werft von James Martin Hillhouse in Bristol, die Fertigstellung erfolgte am 4. März 1782 ebenda. Es war eines der kleineren Linienschiffe mit geringerem Tiefgang, die speziell für die Operationen gegen die aufständischen Kolonien in nordamerikanischen Gewässern gebaut worden waren. Als sogenannter Zweidecker verfügte sie über zwei Geschützanordnungen im Schiffsrumpf, jeweils ein oberes und ein unteres Batteriedeck. Es war als „Fifth rate“ eingestuft.
Die „HMS Diomede“ war an zwei größeren Aktionen beteiligt, in der ersteren kaperte sie 1782 die Fregatte „South Carolina“ der South Carolina Navy (ex „Indien“ der französischen Marine). Die zweite größere Aktion fand 1794 im Indischen Ozean statt. Hier war die „HMS Diomede“ an der Blockade von Île de France beteiligt. Obwohl sich die Franzosen nach einem Seegefecht auf Grund ihrer schwereren Verluste zurückgezogen hatten, gelang es ihnen dennoch immer wieder die Blockade zu durchbrechen und so ihre Stützpunkte vor dem Aushungern zu bewahren.

## Kaperung derSouth Carolina
Am 20. Dezember 1782 kaperte die „HMS Diomede“ unter Captain Thomas L. Frederick zusammen mit den Fregatten  HMS Quebec unter Captain Christopher Mason und HMS Astraea unter Captain Matthew Squires
vor der Mündung des Delaware River die Fregatte South Carolina unter Captain John Joyner. Diese hatte versucht Philadelphia zu verlassen und die britische Blockade zu durchbrechen. Unter ihrem Schutz fuhren die Brigg Constance, der Schooner Seagrove und das Schiff Hope.
Nach 18-stündiger Jagd auf die „South Carolina“ und zweistündiger Beschießung ergab sich diese und strich ihre Flagge. Von ihrer 466 Mann starken Besatzung waren sechs getötet oder verwundet worden, die Briten hatten keine Ausfälle zu beklagen.
Der „Astraea“ und der „Quebec“ gelang es dann noch, die mit Tabak beladene „Constance“ aufzubringen. Beide Schiffe wurden mit Prisenbesatzungen bemannt und nach New York City gesandt. Das Prisengeld für die „South Carolina“ wurde im Jahr 1784 gezahlt.

## Gefecht am 22. Oktober 1794
Am 25. Oktober 1793 erhielt Captain Matthew Smith den Befehl mit der „Diomede“ nach Madras zu segeln. Ein Jahr später blockierte sie, zusammen mit dem britischen 50-Kanonen-Linienschiff „HMS Centurion“ unter Captain Samuel Osborne die französische Insel Île de France.
Hier hatte sich der französische Marinebefehlshaber, Commodore Jean-Marie Renaud inzwischen entschieden die Blockade zu durchbrechen.
Am 22. Oktober 1794 standen die „HMS Centurion“ und die „HMS Diomede“ vor der Île Ronde, als sie im Westen die Segel von vier Schiffen sichteten und die Verfolgung aufnahmen. Bei diesen Schiffen handelte es sich um die 40-Kanonen Fregatte Cybèle, die 36-Kanonen-Fregatte Prudente, die 22-Kanonen Korvette „Jean-Bart“ (ein beschlagnahmtes Privatschiff) und die 16-Kanonen Brigg „Coureur“, unter dem Kommando von Renaud, der sich auf der „Prudente“ eingeschifft hatte.
Die „Centurion“ legte sich Seite an Seite mit den beiden Fregatten, wobei sie ihre Feuerkraft auf die „Prudente“ konzentrierte. Die „Diomede“ nahm eine ähnliche Position zur „Cybèle“ and „Jean-Bart“ ein, wobei sie vorrangig auf die „Cybèle“ feuerte.
Schließlich brach der französische Verband das Gefecht ab, ohne von den Briten verfolgt zu werden. Captain Smith ging nur halbherzig vor, ansonsten wäre die Wegnahme der „Cybèle“ möglich gewesen.
Die „HMS Centurion“ verlor drei Seeleute und 24 wurden verwundet, auf der „HMS Diomede“ gab es keine Verluste. Die „Prudente“ verlor 15 Mann an Gefallenen, einschließlich des 1. und 2. Offiziers, und hatte 20 Verwundete einschließlich des Commodore Renaud. Die „Cybèle“ hatte 21 Tote einschließlich des 1. Offiziers und 63 Verwundete (davon 37 ernstlich) zu beklagen. Auf der „Jean-Bart“ gab es einen Toten und fünf Verwundete, die „Coureur“ hatte keine Verluste zu verzeichnen.

## Verlust des Schiffes
Am 25. Februar 1795 beorderte Commodore Rainier die „HMS Diomede“ und die HMS Heroine auf eine Position zwischen Malacca und Banda-Inseln. Dort sollten sie bleiben, bis alle Handelsschiffe aus dem Osten passiert hatten. Danach wurde sie durch die Sundastraße und die „HMS Heroine“ durch die Straße von Malakka nach Madras beordert. Am 23. Juli 1795 traf sie mit dem Geschwader von Commodore Rainier zusammen, das aus der HMS Suffolk, der HMS Hobart, der „HMS Centurion“, sowie Truppentransportern bestand. Zusammen mit diesem Verband segelte die „HMS Diomede“ nach Ceylon, um dort Trincomalee und andere holländische Siedlungen einzunehmen.
Am 2. August 1795 stieß das Linienschiff mit einer Transportbrigg im Schlepp in der Black Bay auf einen Unterwasserfelsen, schlug leck und begann unverzüglich zu sinken. Sie kreuzte hier gegen starke ablandige Winde an und man vermutete an Bord, durch den hohen Wellengang irregeführt, diese Felsen eine halbe Meile nordwärts. Das Schiff sank so schnell, dass sich die Besatzungsmitglieder mit Müh und Not gerade noch selbst retten konnten. Alles an Bord befindliche Material ging verloren.
Obwohl durch den Verlust der „HMS Diomede“ die Landung auf Ceylon um einen Tag verzögert wurde, gelang es den britischen Streitkräften am 31. August 1795 das Fort Ostenburg und auch Trincomalee einzunehmen. Weitere Ansiedlungen in Ceylon und Indien wurden den Holländern abgenommen, das wichtigste war jedoch ohne Frage, dass man den Franzosen in Trincomalee zuvorgekommen war.

## Nachspiel
In seinem Bericht an die Admiralität über das Gefecht vom 22. Oktober 1794 beschwerte sich der ranghöhere Osborne über das Verhalten von Smith. Daraufhin forderte Smith von Osborne eine Erklärung. Osborne wiederholte seine Anschuldigung und verlangte die Anberaumung einer Seekriegsgerichtsverhandlung um Smith’s Führungsstil während des Gefechtes zu untersuchen. Als Resultat wurde Smith aus der Navy ausgeschlossen. Das Gericht war zu der Überzeugung gelangt, dass nicht fehlender Mut, sondern Abneigung und Neid Osborn gegenüber zu seinem Verhalten geführt hätten. Nach seiner Rückkehr nach Großbritannien im Jahre 1798 erreichte Smith eine Wiederaufnahme des Verfahrens. Wegen Formfehlern im ersten Verfahren wurde dessen Urteil aufgehoben und Smith mit seinem alten Rang wieder in die Navy aufgenommen, erhielt jedoch nie wieder ein Kommando.